# Henghe, Qingcheng
Henghe (kinesiska: 横荷) är ett stadsdelsdistrikt (jiedao) i sydöstra Kina. Det ligger i stadsdistriktet Qingcheng i staden Qingyuan i provinsen Guangdong, omkring 59 kilometer norr om provinshuvudstaden Guangzhou. Antalet invånare är 57 928. Befolkningen består av 26 470 kvinnor och 31 458 män. Barn under 15 år utgör 14,0 %, vuxna 15-64 år 75 %, och äldre över 65 år 9,0 %.